# Doddametikurke, Arsikere
Doddametikurke là một làng thuộc tehsil Arsikere, huyện Hassan, bang Karnataka, Ấn Độ.